# Затримка (техніка)
Затримка (англ. Latency) — із загальної точки зору, це затримка в часі між причиною та наслідком певної фізичної зміни в системі, що спостерігається. Лаг, як це відомо в ігрових колах, відноситься до затримки між введенням симуляції та візуальною або слуховою реакцією, яка часто виникає через затримку мережі в онлайн-іграх.
Фізично затримка є наслідком обмеженої швидкості, з якою може поширюватися будь-яка фізична взаємодія. Величина цієї швидкості завжди менше або дорівнює швидкості світла. Таким чином, кожна фізична система з будь-яким фізичним розділенням (відстанню) між причиною та наслідком відчуватиме певну затримку, незалежно від природи стимуляції, якій вона піддавалася.
Точне визначення затримки залежить від системи, яка спостерігається, або характеру моделювання. У комунікації нижня межа затримки визначається середовищем, яке використовується для передачі інформації. У надійних системах двостороннього зв’язку затримка обмежує максимальну швидкість, з якою може передаватися інформація, оскільки часто існує обмеження на кількість інформації, яка знаходиться в польоті в будь-який момент. Відчутна затримка має сильний вплив на задоволеність користувача та зручність використання у сфері взаємодії людина-машина.